# راسلاند (لوئیزیانا)
راسلاند (به انگلیسی: Raceland) شهری در ایالت لوئیزیانا کشور ایالات متحده آمریکا است که جمعیت آن در سرشماری سال ۲۰۱۰ میلادی، ۱۰٬۱۹۳ نفر بوده‌است.